# L'Aïnsa
L'Aïnsa (o l'Aïnsa-Sobrarb; en aragonès L'Aínsa-Sobrarbe, i oficialment Aínsa-Sobrarbe/L'Aínsa Sobrarbe) és un municipi de la comarca del Sobrarb, a l'Aragó.

## Geografia

### Situació
La vila està situada a l'alt Pirineu d'Osca, a la comarca del Sobrarb. És la capital comarcal i històrica, la de l'antic comtat i posterior Regne de Sobrarb.

### Geografia urbana
El seu nucli original, que s'emplaça en un promontori sobre la unió del Cinca i l'Ara, està format per dos carrers gairebé paral·lels, el carrer Major i el de Dalt, i per la plaça Major, que se situa a continuació del castell i aquest enfront de l'esplanada on la llegenda situa el miracle de l'aparició de la creu de foc que va donar la victòria a les tropes cristianes sota el comandament del rei Garzía Ximéniz. Amb clara distribució medieval, està declarat Conjunt Històricoartístic des de 1965.

### Entitats de població
Sota la denominació de l'Aïnsa-Sobrarb s'integren la pràctica totalitat de les petites poblacions que l'envolten. El nucli principal del municipi és la vila de l'Aïnsa, a la qual s'han associat els nuclis poblacionals següents:
- Arcusa. Està situat a 869 metres d'altitud i al sud de l'Aïnsa. Té un castell a uns 500 metres del poble. L'any 1991 hi havia 37 habitants.[2]
- Arro. Està situat a 610 metres d'altitud, després d'enfilar-se fins a copar el cim d'un turó. L'any 1991 hi havia 42 habitants.[3]
- Banastón. Està situat a 586 metres d'altitud. L'any 1991 hi havia 88 habitants.[4]
- Las Bellostas. És un dels llogarets més elevats, situat a 1.110 metres d'altitud. L'any 1.980 tenia 23 habitants i només 15 en 1.991.[5]
- Camporrotuno. La seua població era de 18 habitants l'any 1991. Com la major part d'aquestes entitats de població, pateix una gran disminució demogràfica. L'any 1980 encara hi havia 37 habitants. Està situat a 578 metres d'altitud.[6]
- Castejón de Sobrarbe. Està situat a 603 metres d'altitud. L'any 1991 només quedava un habitant. Posseeix una església d'arquitectura gòtica.[7]
- Castellazo
- Coscojuela de Sobrarbe. Està situat a 660 metres d'altitud. L'any 1991 hi havia 23 habitants.[8]
- El Coscollar. Hi havia 10 habitants l'any 2007.[9]
- Gerbe. Està situat a 557 metres d'altitud. L'any 1991 hi havia 13 habitants.[10]
- Griébal. Despoblat per la inundació de l'embassament del Mediano.[11]
- Guaso. Conserva un absis romànic a la seva església parroquial.[12]
- Jabierre de Olsón. Llogaret de l'alt Sobrarb. L'any 1991 hi havia 18 habitants.[13]
- Latorre. Està situat a 600 metres d'altitud. L'any 1991 hi havia 10 habitants.[14]
- Latorrecilla. Està situat a 686 metres d'altitud. L'any 1991 hi havia 29 habitants.[15]
- Mondot. Llogaret de l'alt Sobrarb. L'any 1991 només quedaven dos habitants.[16]
- Morillo de Tou. Poble del segle xviii. Per la construcció de l'embassament de Lo Grau i l'embassament del Mediano durant la dècada dels seixanta els seus habitants van haver d'abandonar el poble. L'any 1986 Comissions Obreres va sol·licitar a la Confederació Hidrogràfica de l'Ebre la cessió del poble per a la seva rehabilitació i per a crear un centre d'esplai pels seus afiliats. Actualment és en un gran centre de vacances.[17]
- Olsón. Està situat a 690 metres d'altitud. L'any 1991 hi havia 23 habitants. La seua església té caràcters gòtics i portada d'estil manierista.[18]
- La Pardina. Llogaret situat a 579 metres d'altitud. L'any 1991 hi havia 12 habitants.[19]
- Paúles de Sarsa. Llogaret de l'alt Sobrarb. L'any 1991 hi havia 32 habitants.[20]
- Santa María de Buil
- Sarsa de Surta. Se celebren les seues festes el 15 d'agost i el 29 de setembre.[21]

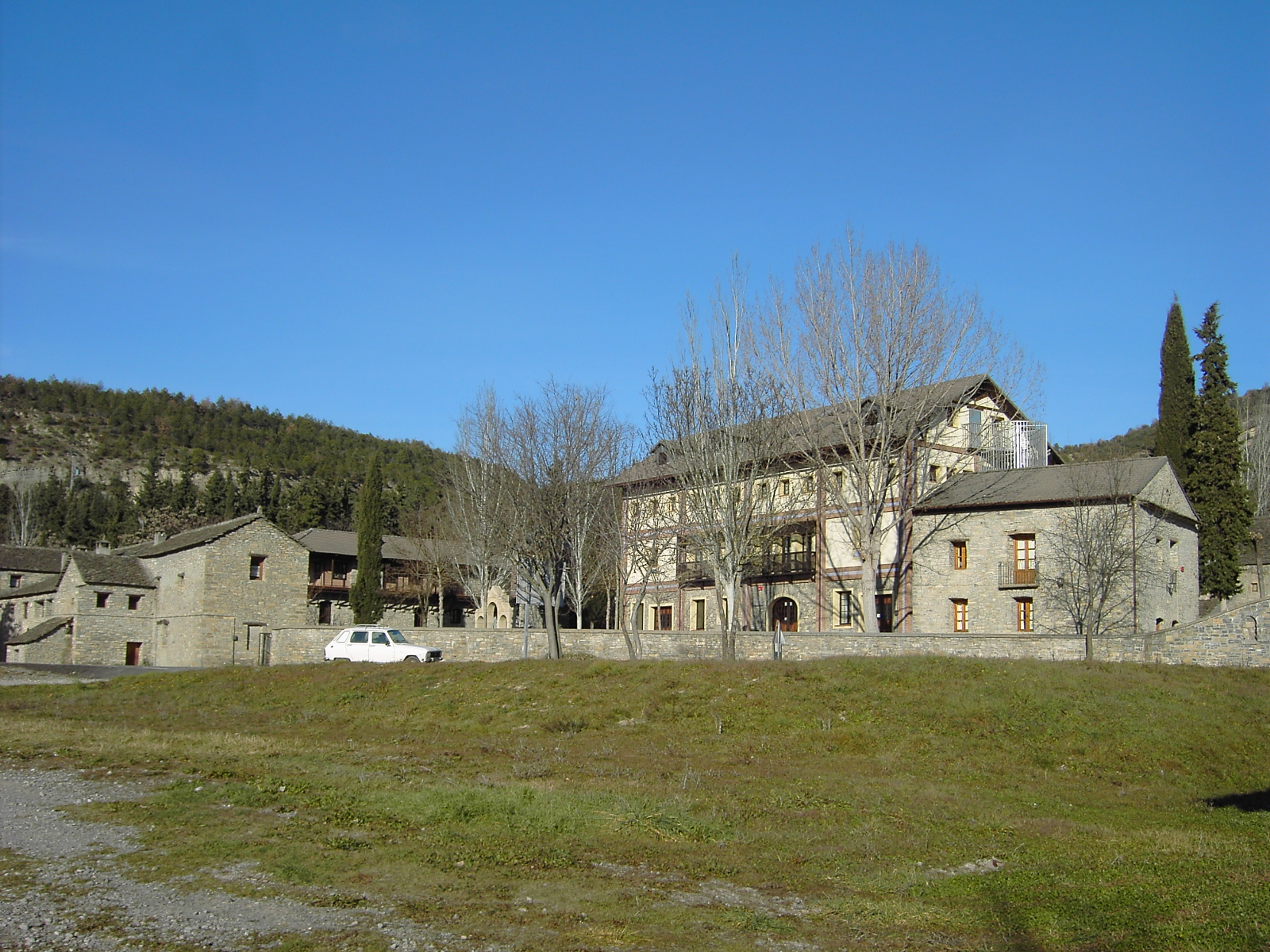
Morillo de Tou
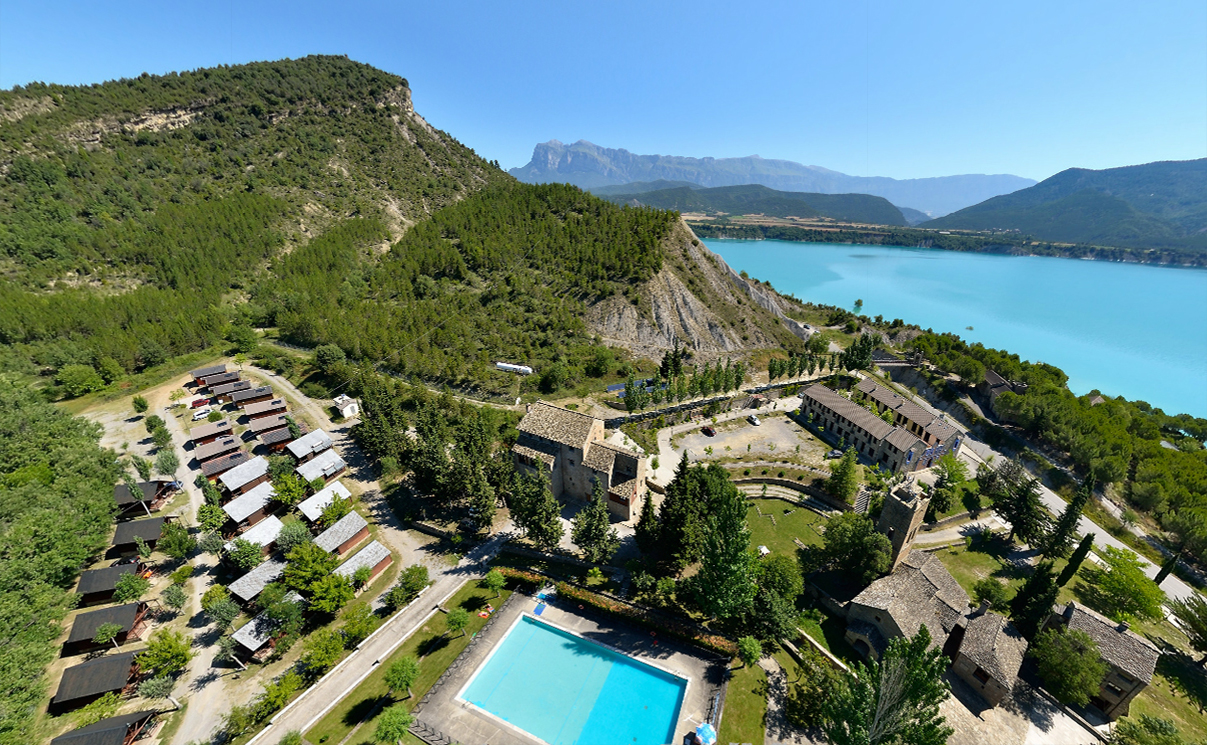
Morillo de Tou
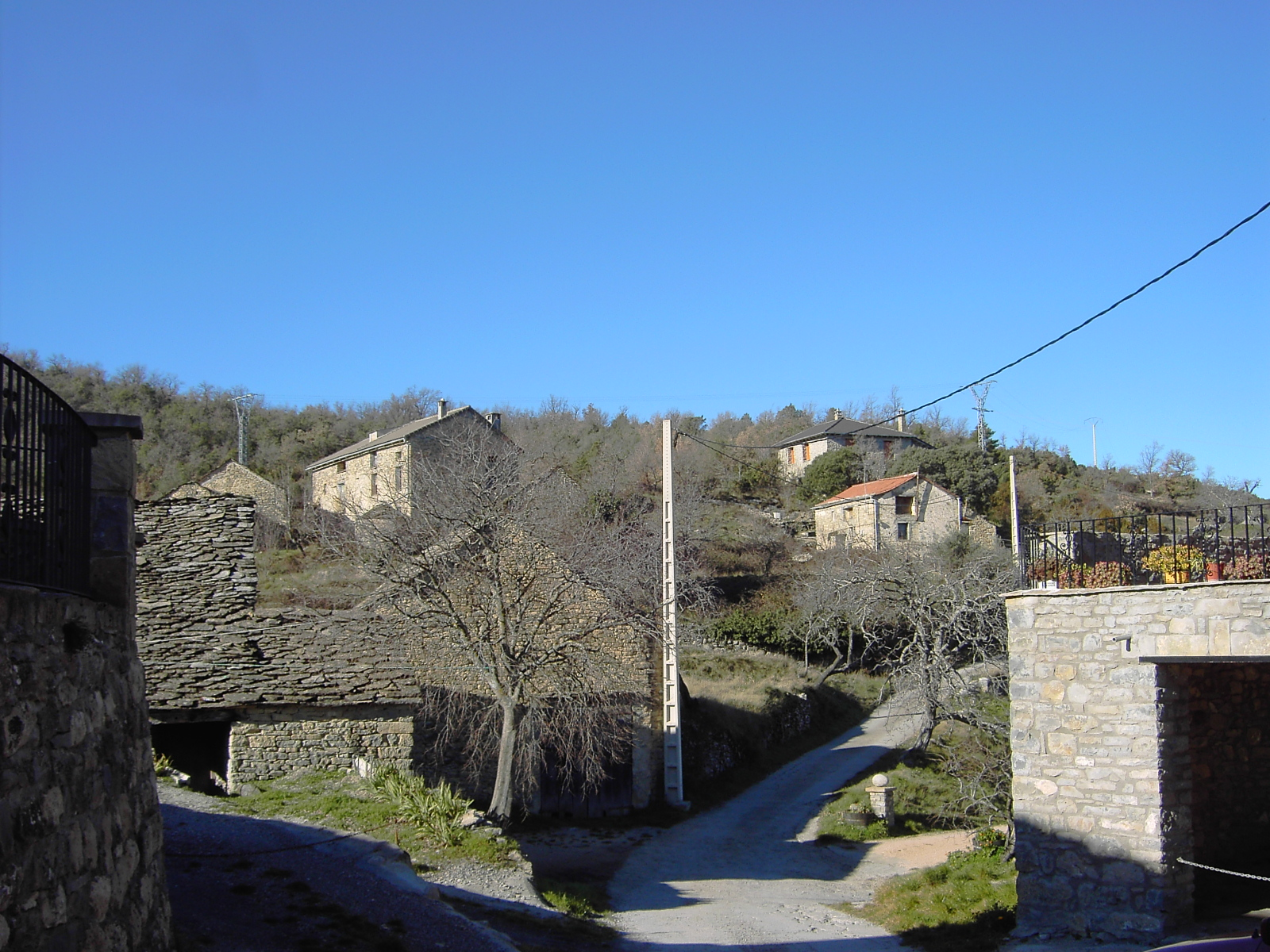
Castellazo
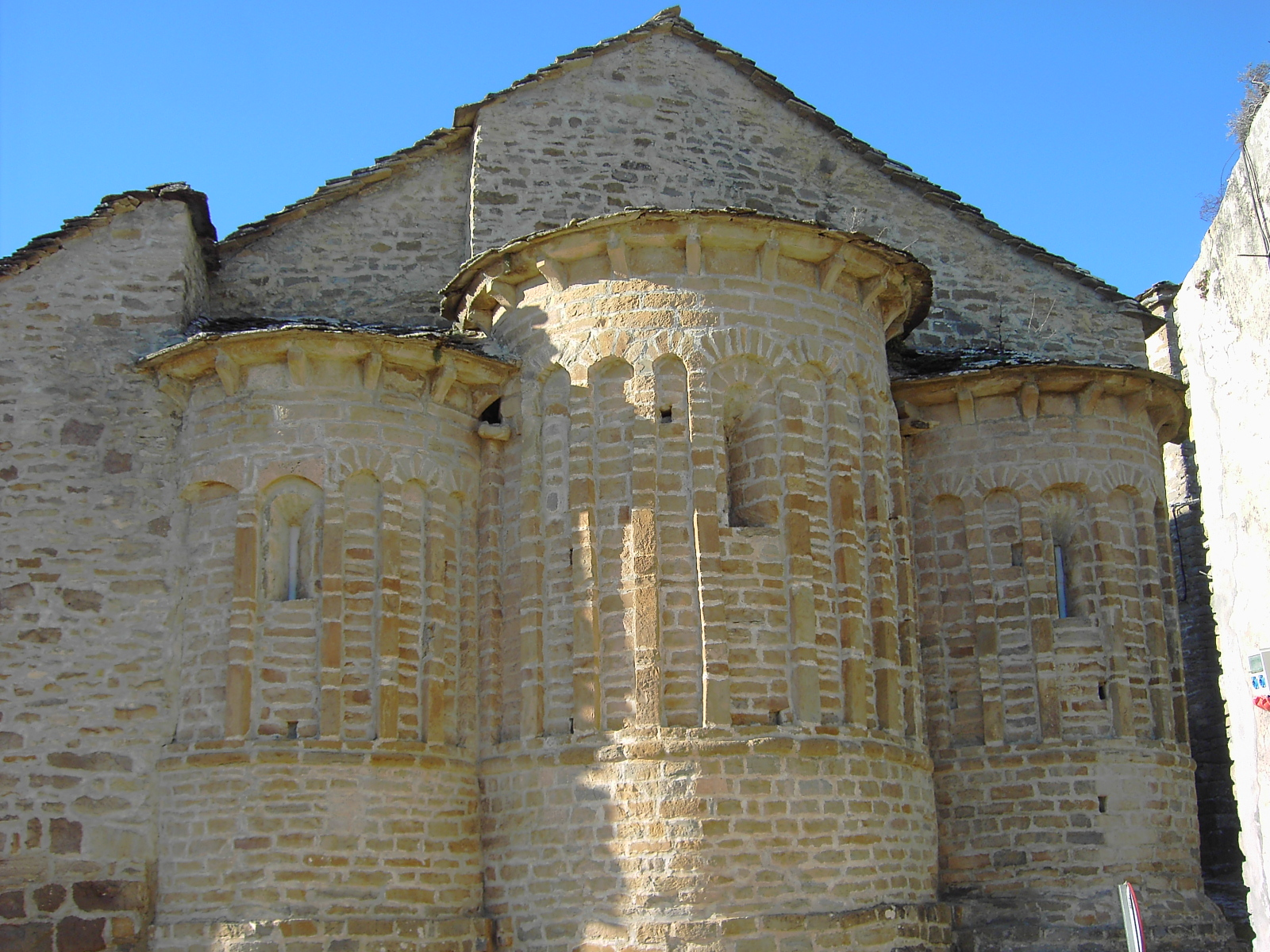
Sant Martí de Buil
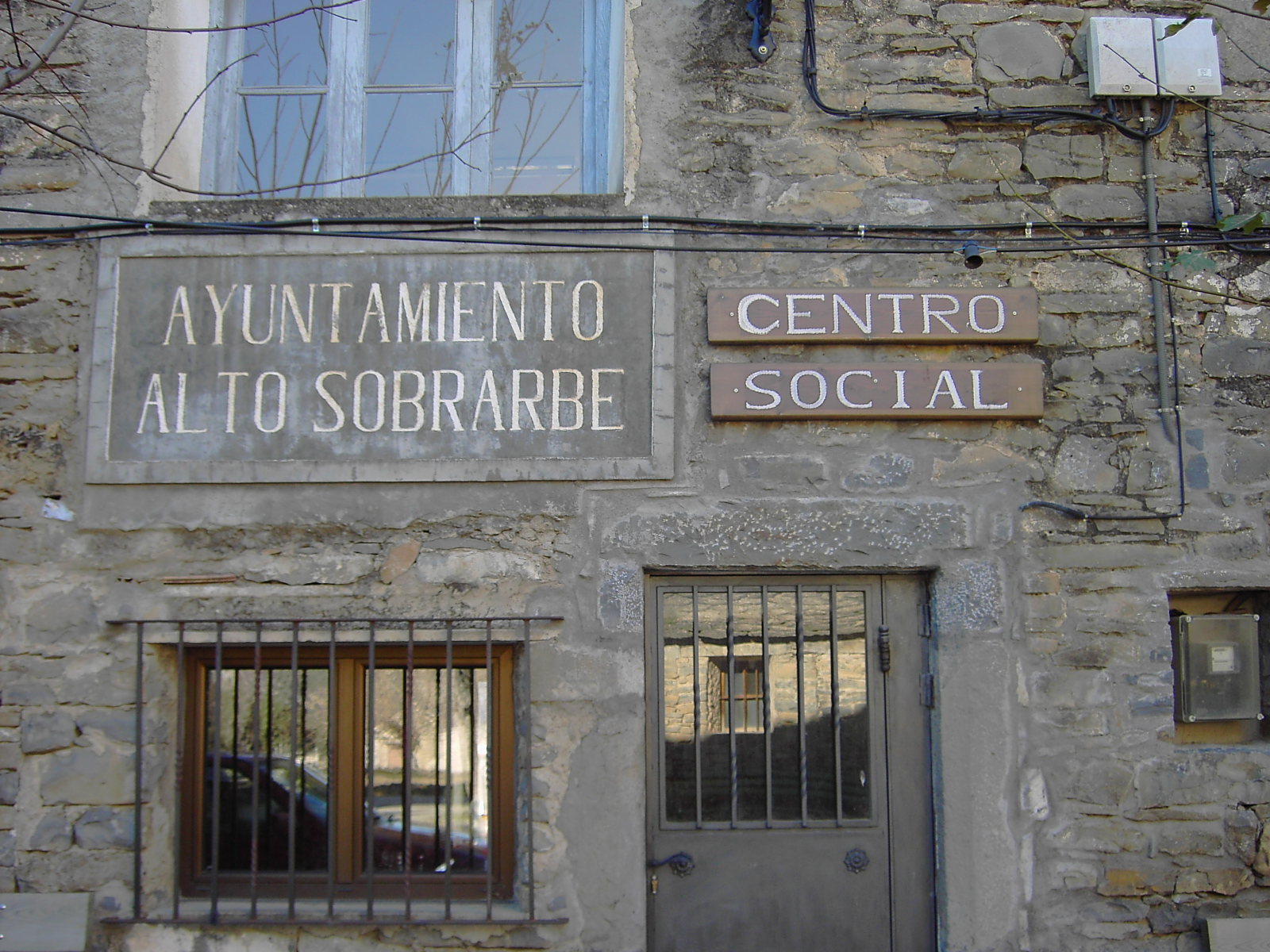
Arcusa
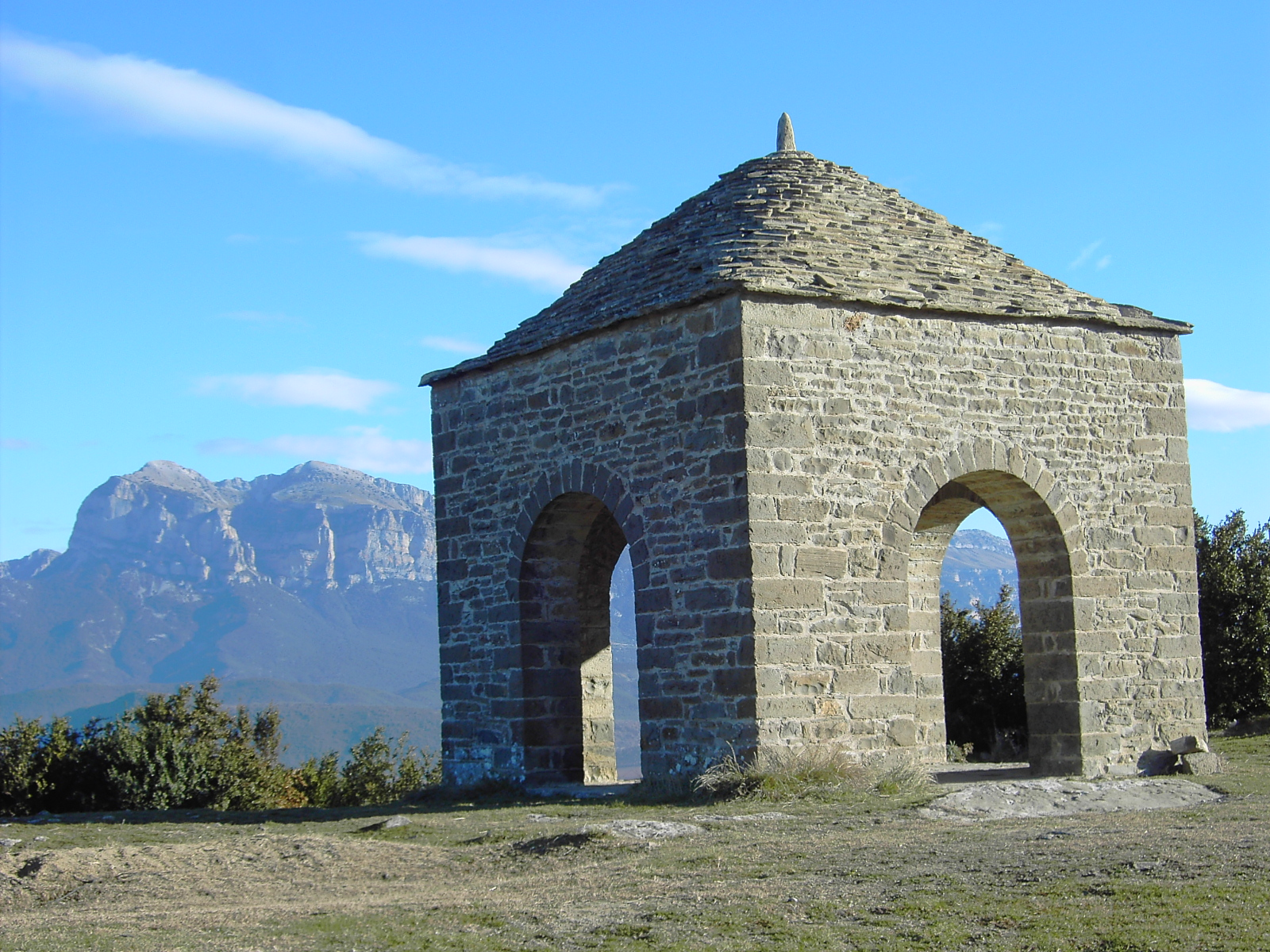
Exconjurador de Guaso
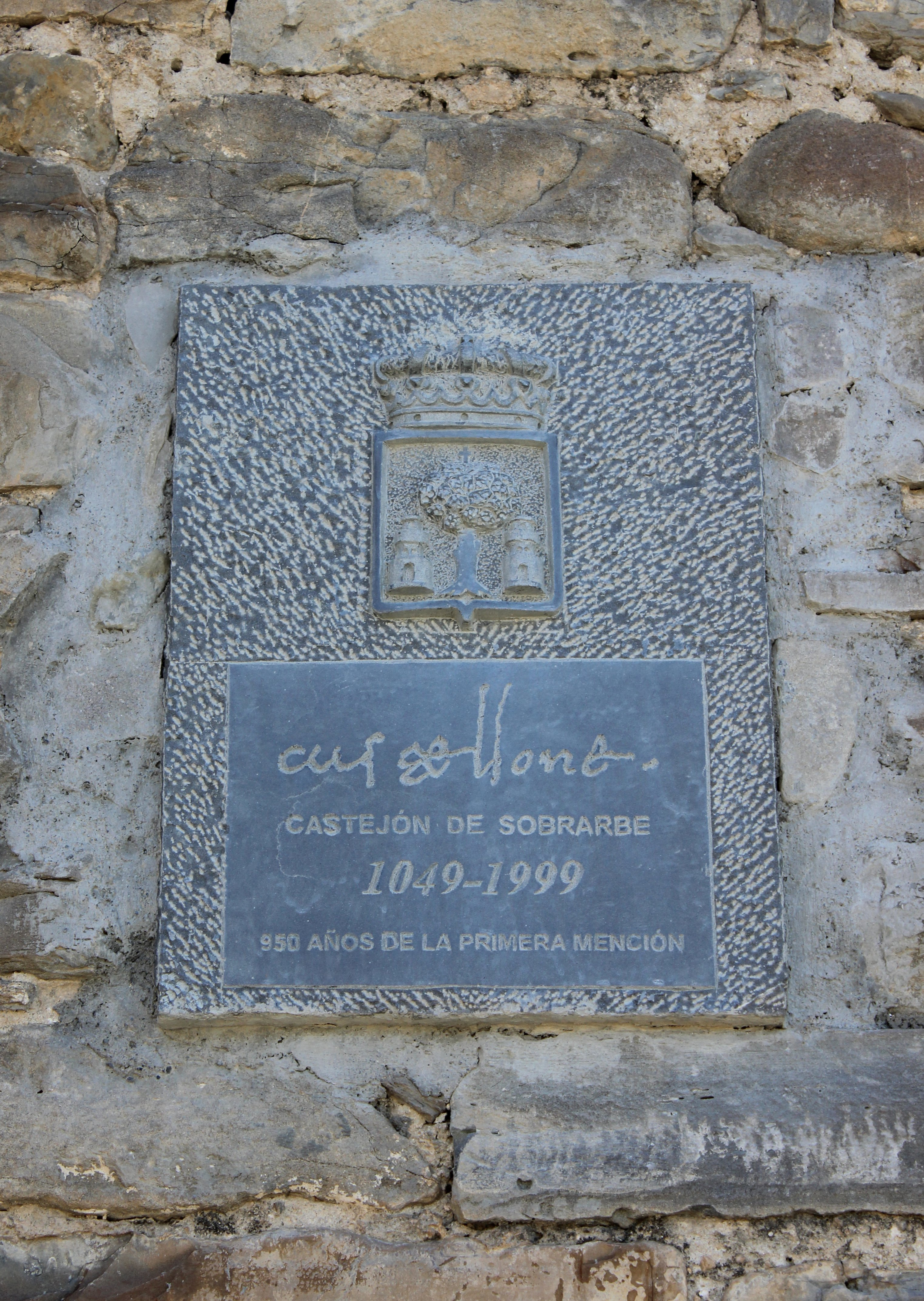
Castejón de Sobrarbe
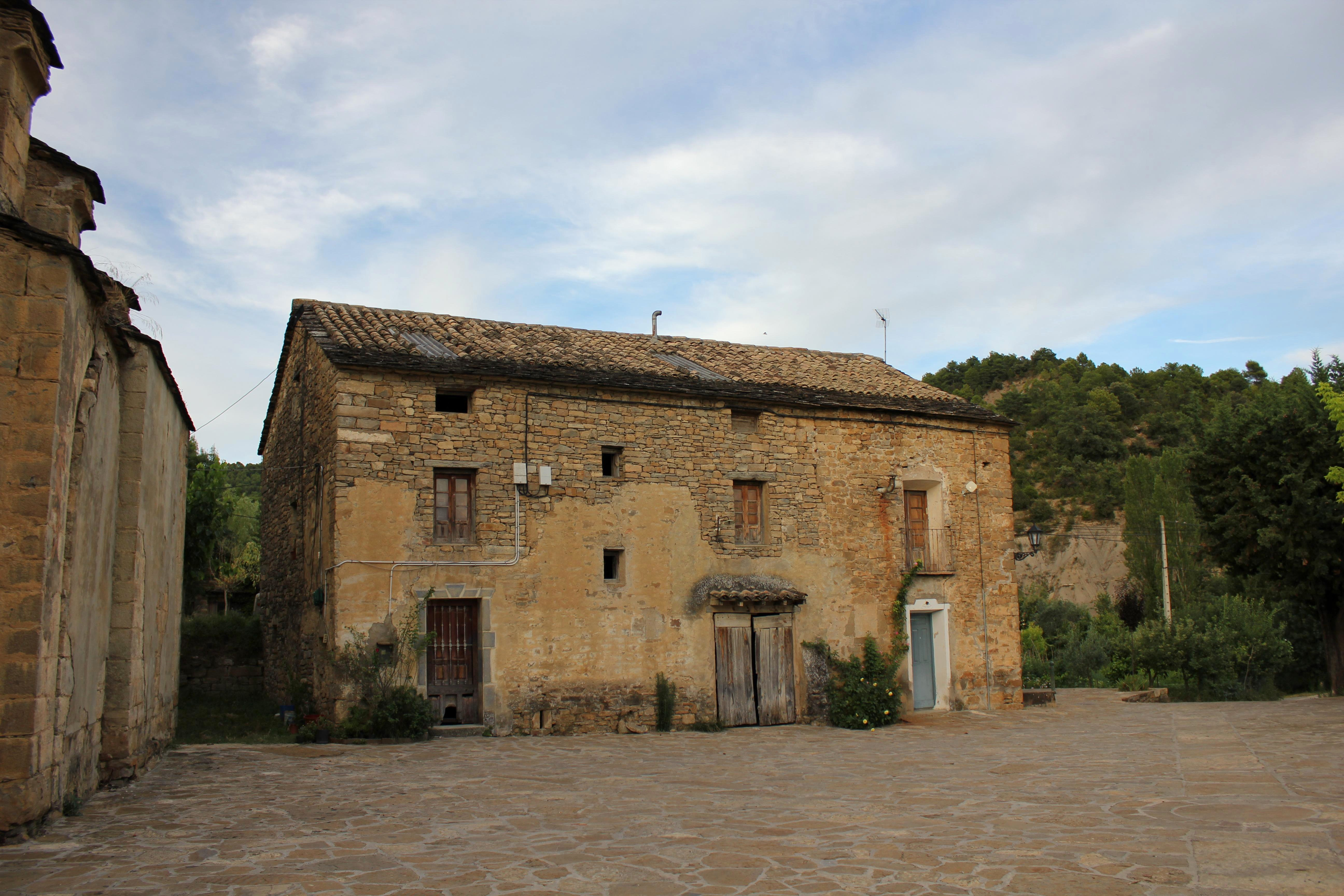
Banastón
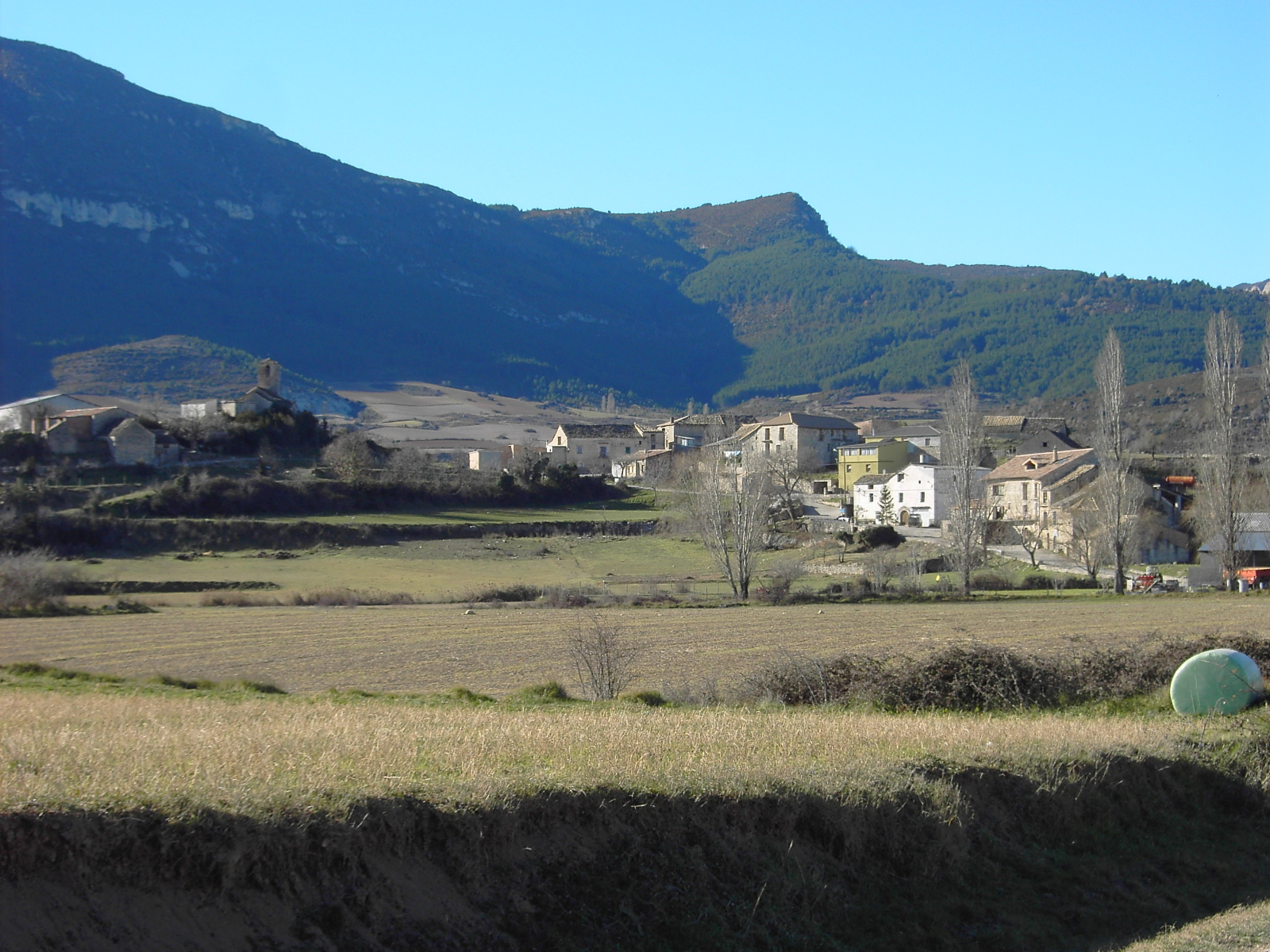
Paulés de Sarsa

## Història

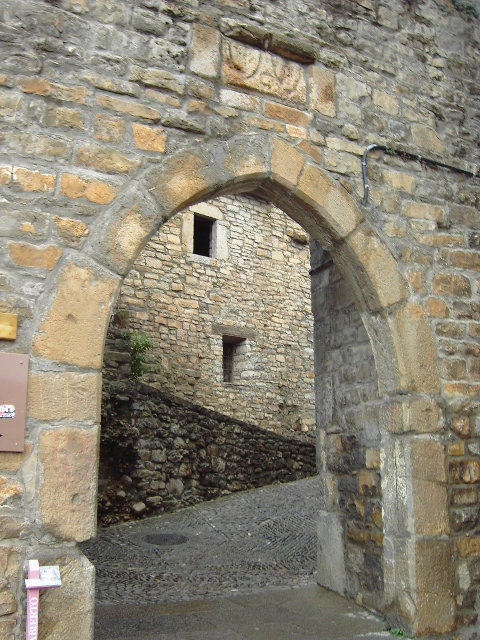
Portal de fora de la muralla

### Edat mitjana
Encara que la llegenda situa el naixement de l'Aïnsa en la conquesta de la plaça per les tropes del rei Garcí Ximénez el 724 gràcies al miracle de la creu de foc (des del segle xvi hi ha una creu al lloc on suposadament van ocórrer els fets), altres fonts apunten que els musulmans no van arribar a establir-se en aquestes terres.
Amb categoria de regnes, l'any 1085 Sanç I d'Aragó i Pamplona (Sancho Ramírez) va lliurar al seu fill l'infant Pere el comtat de Sobrarb (amb l'Aïnsa com a capital) i el comtat de Ribagorça.
El 1124, el rei Alfons I va atorgar la Carta de poblament per la qual es beneficiaven els seus habitants del fur de Jaca.
L'exempció d'impostos concedida per Pere el Catòlic als veïns és el document més antic de l'arxiu municipal, datat l'any 1210. Destaca també històricament la concessió de l'any 1383 de Pere el Cerimoniós unint Boltanya a l'Aïnsa.

### Edat Moderna
Durant la Guerra de Successió Espanyola fou incendiada per les tropes de Felip V d'Espanya.

### Segle XX
La pèrdua d'importància de la comarca del Sobrarb va dur a una relaxació de l'activitat de l'Aïnsa, que es va mantenir en un estat de subsistència fins a principis del segle xx, quan les activitats tradicionals es van veure pertorbades amb els plans de construcció de diferents preses i pantans, i altres sistemes hidràulics, destinats a la producció d'electricitat i al subministrament d'aigua per a les planes de l'Ebre.
Aquesta activitat va dur a l'expropiació i pèrdua de les millors terres de cultiu de les valls i a l'emigració de la seva gent. Molts dels pobles veïns van veure com desapareixien la totalitat dels seus habitants i en uns altres com aquests disminuïen dràsticament. Això va dur que passessin a dependre de l'ajuntament de l'Aïnsa.
La limitació de recursos de tota classe a causa de la baixa densitat de població i la complicada orografia provoquen una crisi important a mitjan segle xx. Aquesta crisi va ser superada mitjançant el recurs turístic i la florida del turisme rural i natural.
La creació de diversos parcs nacionals i naturals, primer el Parc Nacional d'Ordesa i Mont Perdut, seguit d'uns altres com el de la Serra de Guara, i l'afició a la muntanya i als esports d'aventura es van convertir en l'activitat econòmica més rellevant.

## Monuments
El nucli urbà original de l'Aïnsa és en si mateix un monument digne de visitar, tal com es va reconèixer en la seva declaració de Conjunt Històricoartístic. Hi destaquen: 
- El castell de l'Aïnsa (segles xi-XVII) va formar part de la línia de defensa dels territoris cristians (línia que s'estenia fins a Abizanda), i es va convertir en l'embrió de la vila, que en temps de l'edat mitjana va ser emmurallada, i es va convertir en la capital del regne del Sobrarb que va pertànyer al regne de Nájera-Pamplona (abans que aquest donés lloc al Regne de Navarra) i després s'integrés en el regne d'Aragó.

L'edifici conserva molt pocs elements de la construcció original romànica, si bé destaca la Torre del Tinent, de planta pentagonal, avui convertida en un EcoMuseu. Amb un gran pati d'armes i un portaló que s'obre a la plaça Major.
- L'església parroquial de Santa Maria, romànica, iniciada en el segle xi i finalitzada el segle xii. Es va consagrar el 1181. De senzilla portada de quatre arquivoltes recolzades en altres tants parells de columnes de capitells llaurats. Des de l'interior del temple d'única nau amb volta de mig canó apuntat s'accedeix a la cripta i al claustre, ambdós de gran interès. La cripta compta amb 18 columnes i capitells. La seva torre, de dimensions úniques en el romànic aragonès, amb sageteres per a la defensa, s'alça entre les cases del poble i domina l'entorn. Fou restaurada entre 1967 i 1970. Consta de quatre pisos diferenciats, un dels quals, el tercer, destinat a campanar. El claustre, totalment irregular, és un exemple d'adaptació al medi. En l'interior es pot admirar l'obra de l'absis realitzada en tova de color vermell. La volta és de forn i té l'eix lleugerament desviat del de la nau. És curiós l'esment del cambra de l'oli, antiga sagristia, que va servir per a la recollida de les donacions d'oli per als llums fets pels veïns.

- La casa de Bielsa, del segle xvi o XVII, amb unes finestres que destaquen de les construccions de l'entorn.

- La casa Arnal, del segle xvi, exemple d'edificació típica de la comarca, amb les seves portades i reixes. El concepte de casa no abasta únicament l'edifici físic, sinó que s'estén a les propietats familiars i als membres que componen la família o hi conviuen.

- La plaça Major, presidida per l'edifici de l'Ajuntament i oberta al castell, s'envolta per porxades en ambdós costats. En aquestes porxades se situen sengles premses comunitàries en les quals on es premsava el raïm.

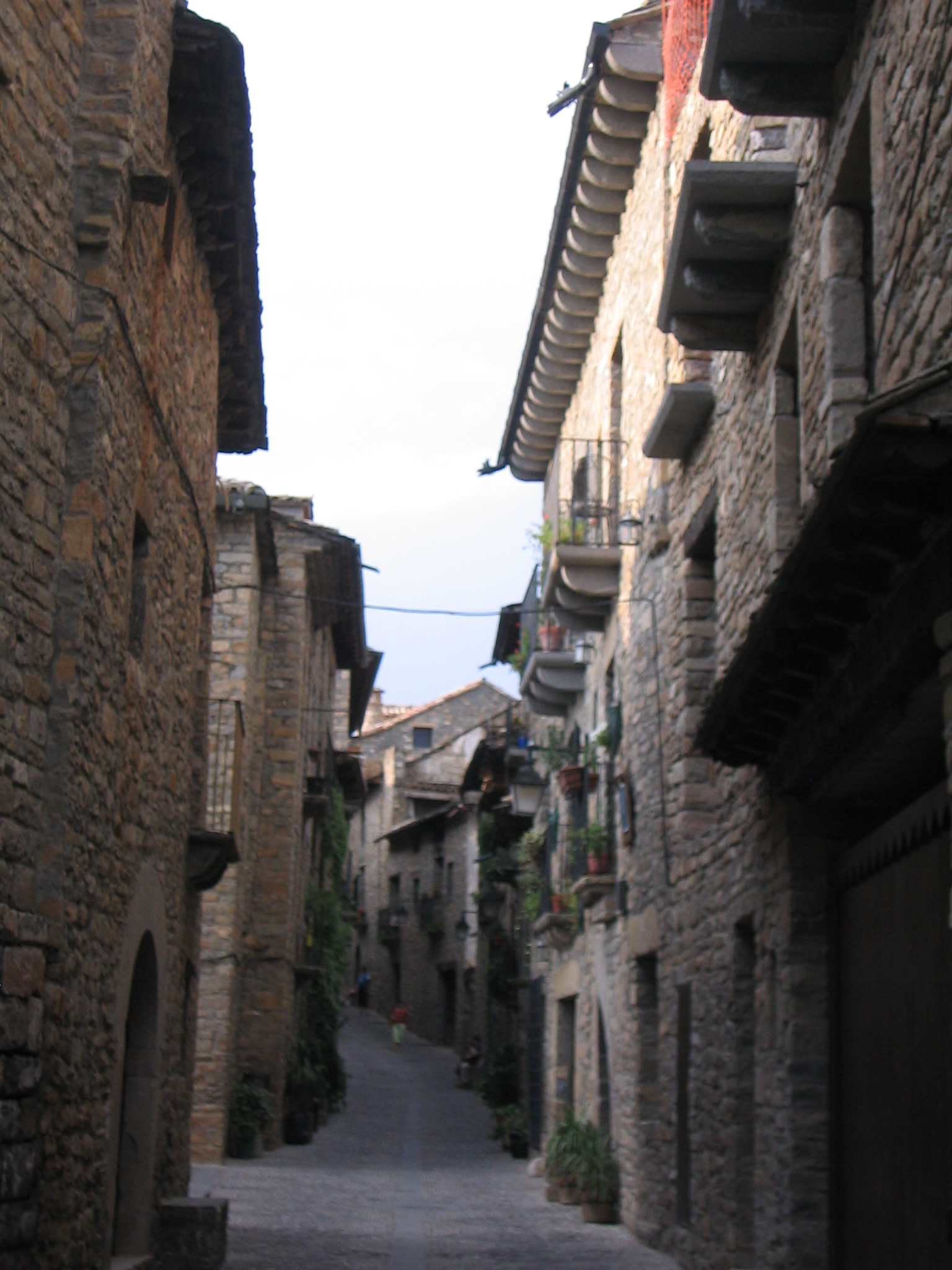
Carrer de l'Aïnsa
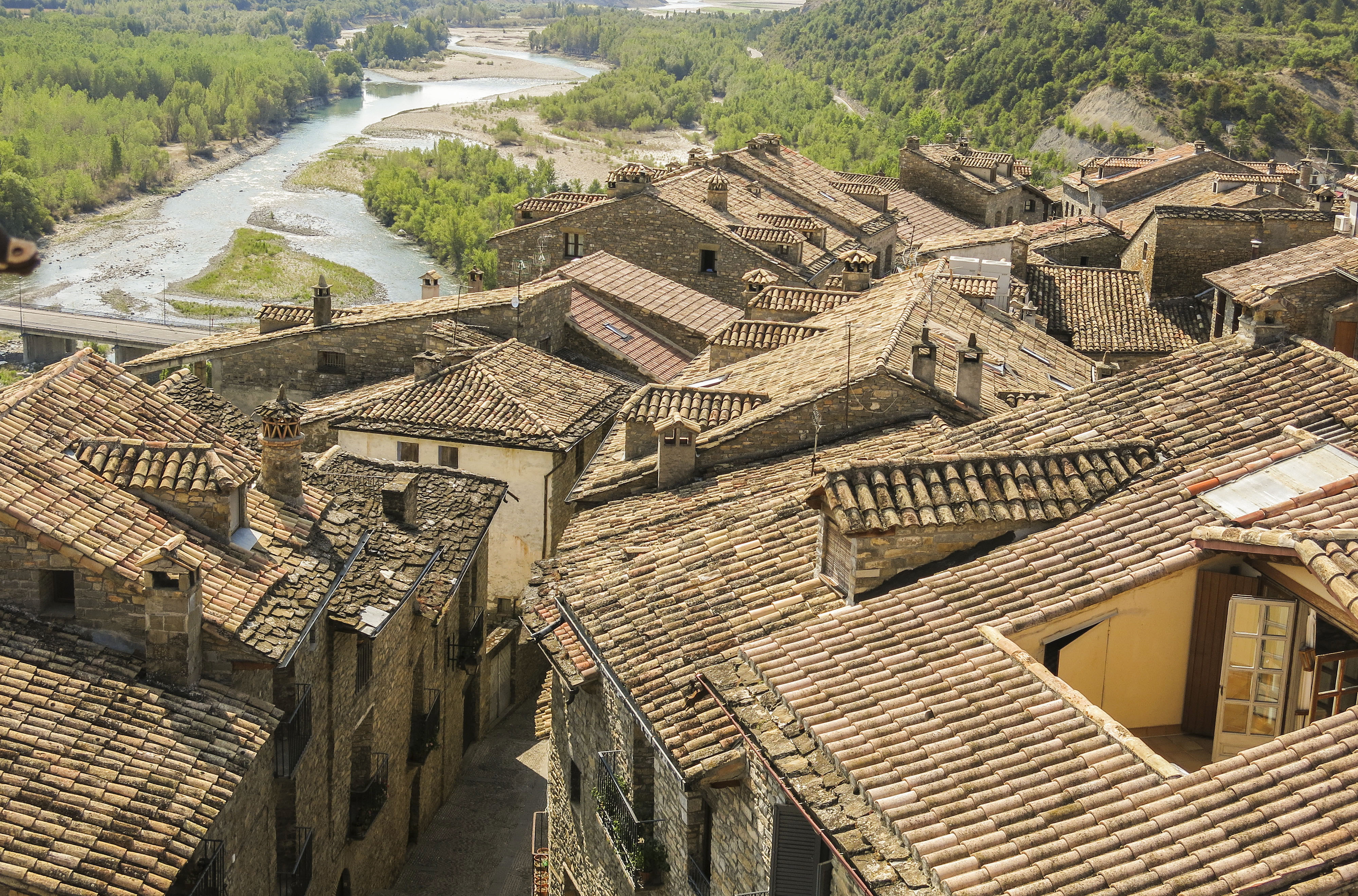
Vistes de l'Aïnsa
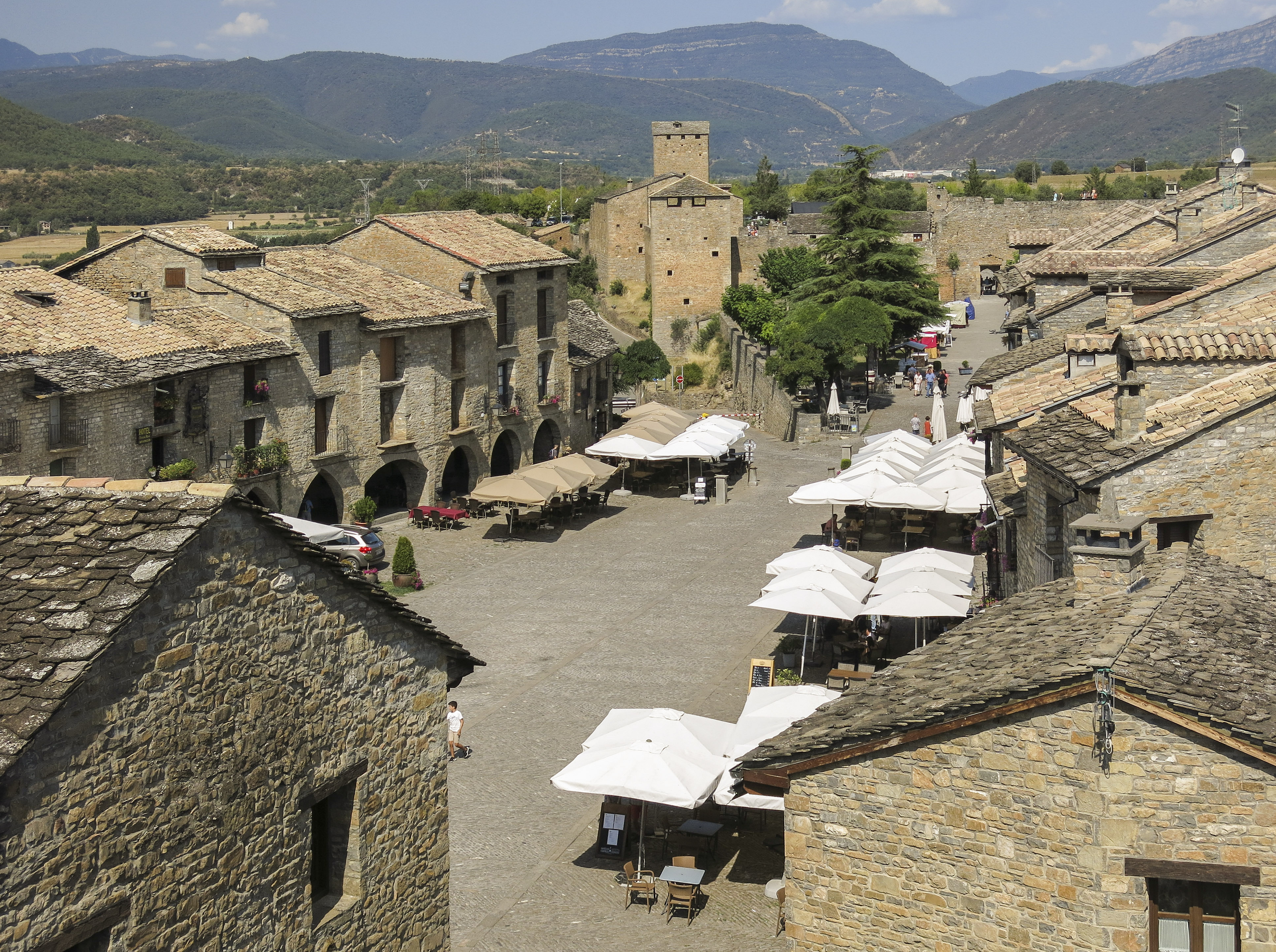
Plaça de l'Aïnsa des del campanar de l'església

## Festes
- 19 de gener, vesprada de Sant Sebastià, fogueres.
- 20 de gener, celebració de Sant Sebastià.
- Primer cap de setmana de setembre de cada dos anys: representació de La Morisma, teatre popular que recrea la reconquesta de la vila per part dels exèrcits cristians, ajudats segons la llegenda per l'aparició d'una creu de foc.
- 14 de setembre, festes majors en honor de l'exaltació de la creu.